# Drusiana

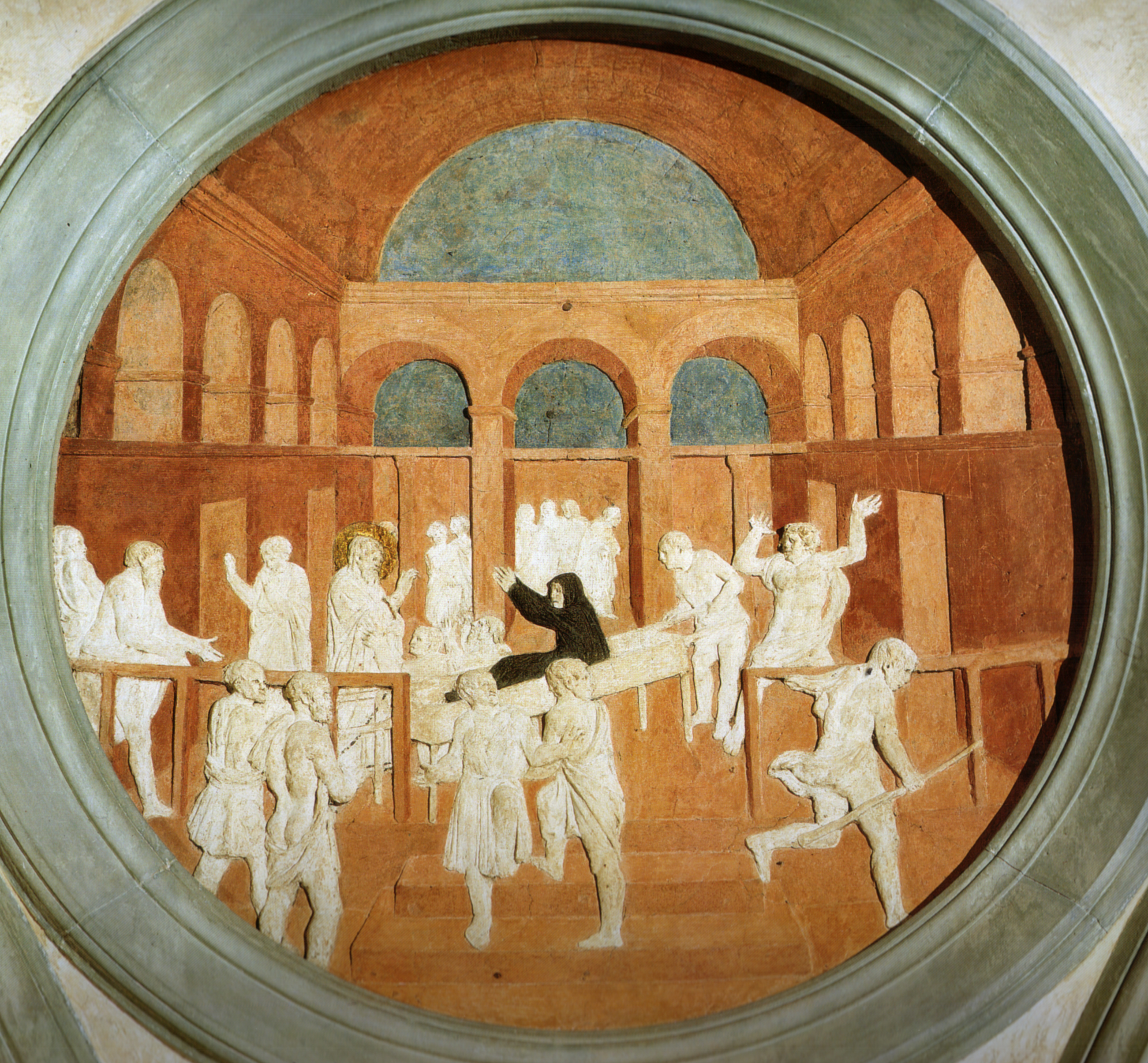
La resurrección de Drusiana de Donatello.

Según la tradición cristiana Drusiana fue una de las personas favorecidas por el apóstol y evangelista san Juan quien, en una de sus excursiones apostólicas, invocó el auxilio divino y Drusiana, que era llevada a enterrar, se levantó y echó a andar, con estupefacción de todos.
- El contenido de este artículo incorpora material del tomo 18, 2ª parte de la Enciclopedia Universal Ilustrada Europeo-Americana (Espasa), cuya publicación fue anterior a 1945, por lo que se encuentra en el dominio público.

- Datos: Q5814379
- Multimedia: Drusiana / Q5814379